# Lancaster, Wisconsin
Lancaster este o localitate, municipalitate și sediul comitatului Grant, statul Wisconsin,  Statele Unite ale Americii.